# Al-Farwaniyya
al-Farwaniyya (arabisch الفروانية, DMG al-Farwānīya) ist eine Stadt in Kuwait innerhalb des gleichnamigen Gouvernements. Im Jahr 2018 wurde die Einwohnerzahl auf 892.915 geschätzt. Sie liegt komplett im Großraum um Kuwait-Stadt und grenzt im Westen an Khaitan.

## Verkehr
Im Westen wird die Stadt vom sogenannten Ghazali Expressway begrenzt, welcher im Süden beim Flughafen Kuwait und im Norden beim Shuwaikh Port endet.

## Sport
Die Stadt beheimatet den al-Tadhamon SC, dessen Heimspielstätte, das Farwaniya Stadium, seinen Sitz im äußersten Nordosten der Stadt hat.